# Île Pietricaggiosa
L'île Pietricaggiosa, en langue corse Ìsula Pitricaghjosa, est un îlot inhabité de l'archipel des Cerbicale en Corse-du-Sud. 
Elle fait partie de la Réserve naturelle des îles Cerbicale. 
Il s'agit de l'île la plus au Sud de l'archipel. 